# Pyrola japonica
Pyrola japonica är en ljungväxtart som beskrevs av Klenze och Friedrich Christoph Wilhelm Alefeld. Pyrola japonica ingår i släktet pyrolor, och familjen ljungväxter. Inga underarter finns listade i Catalogue of Life.

## Bildgalleri

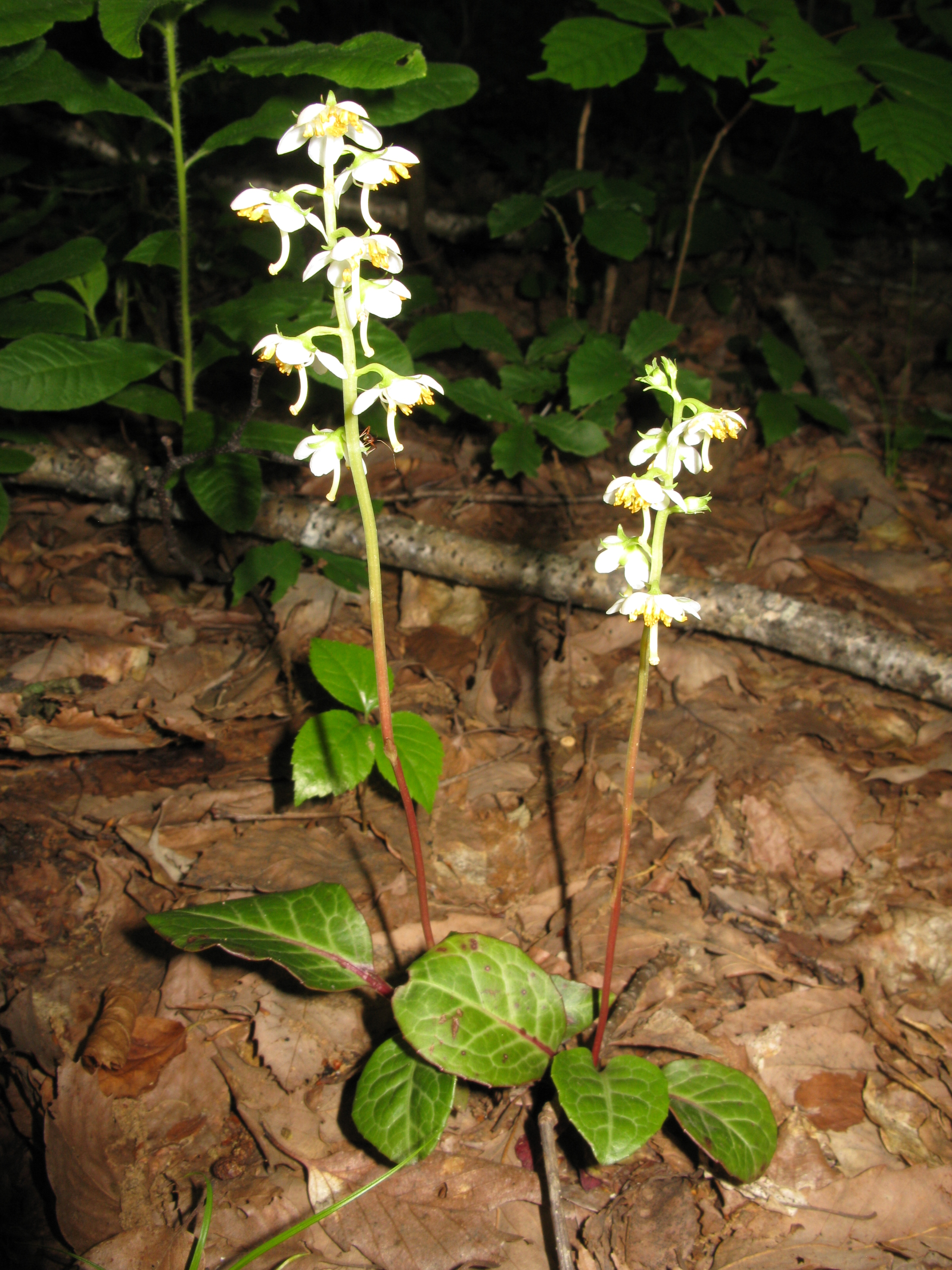
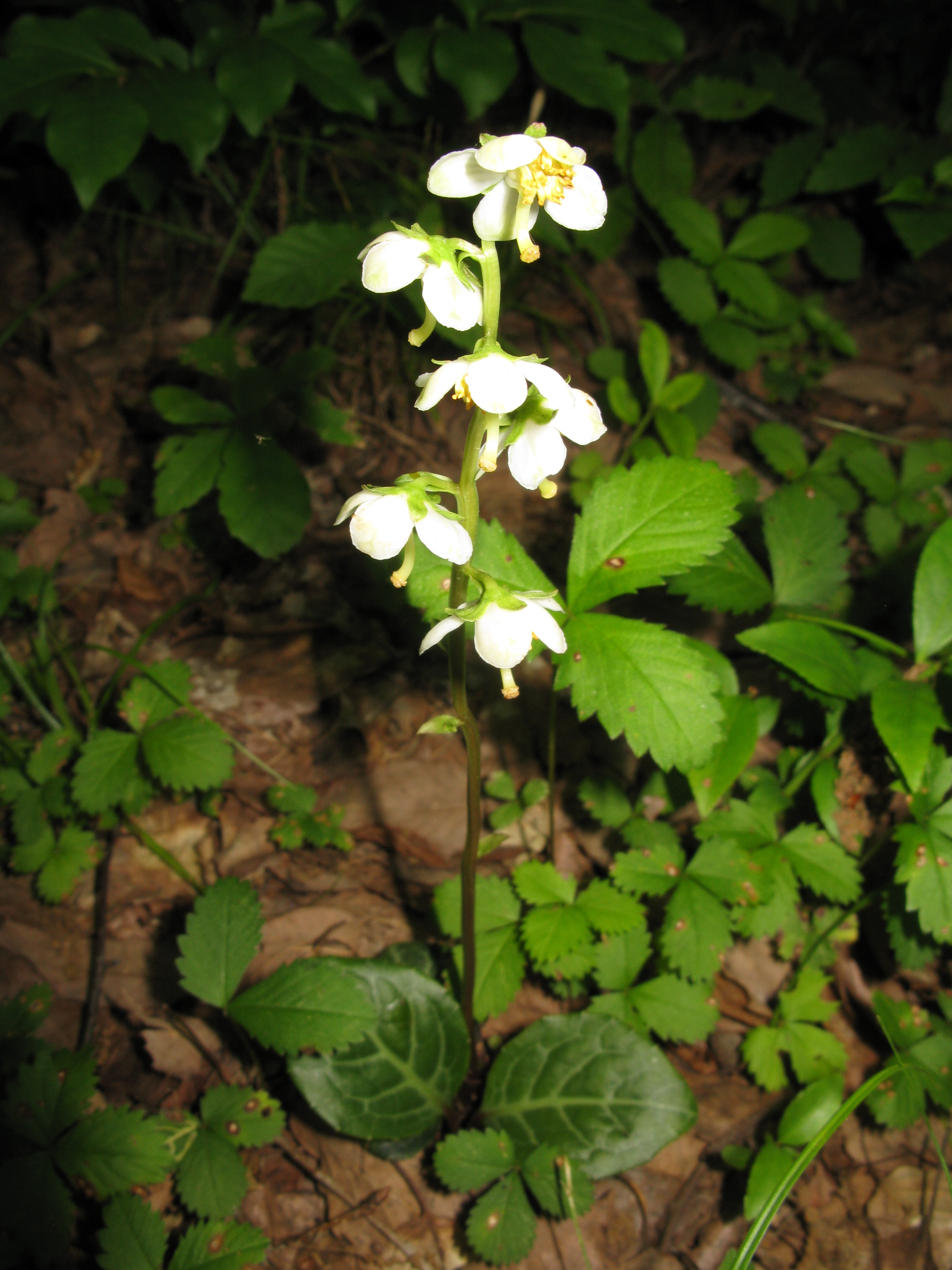
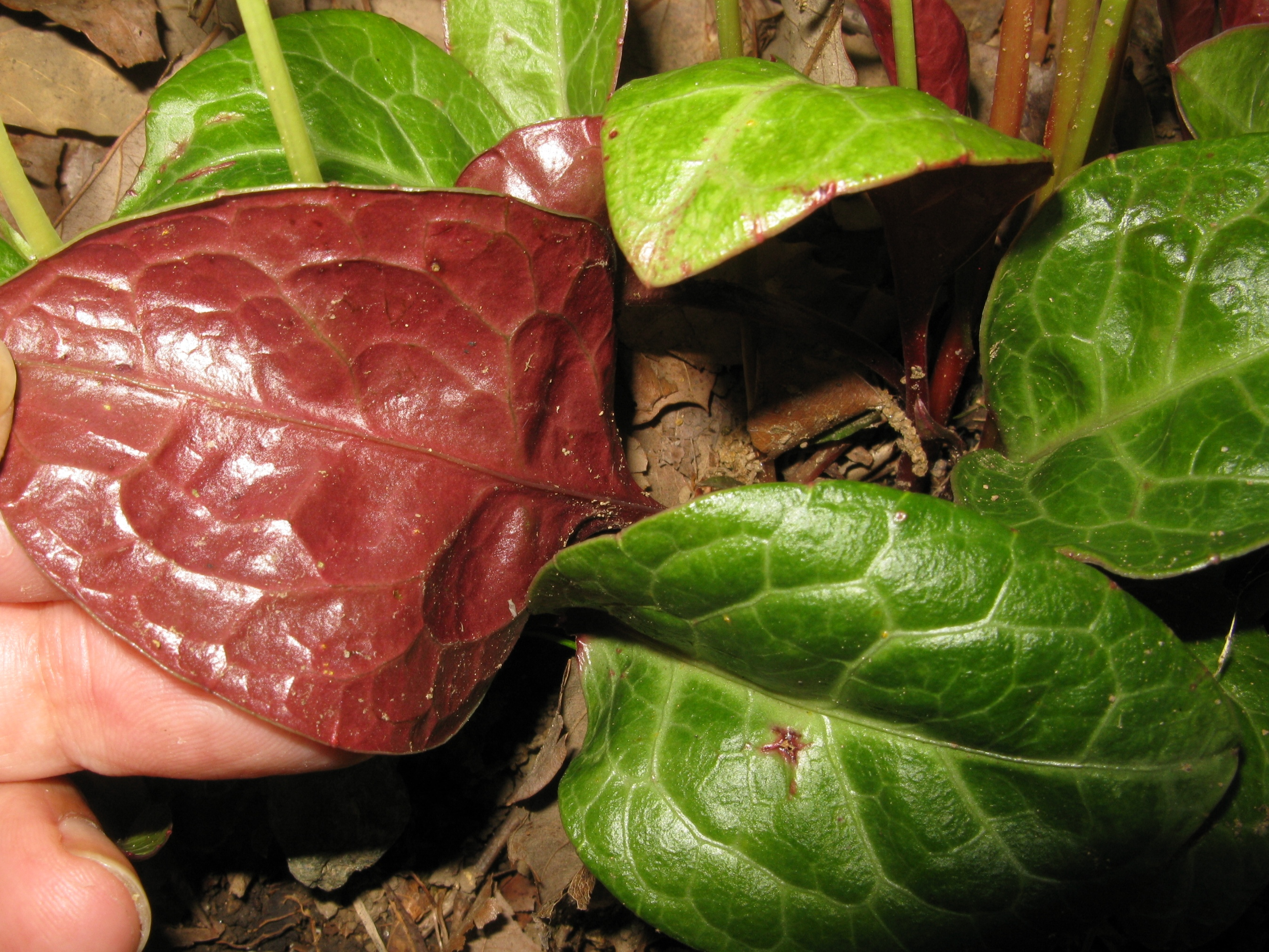
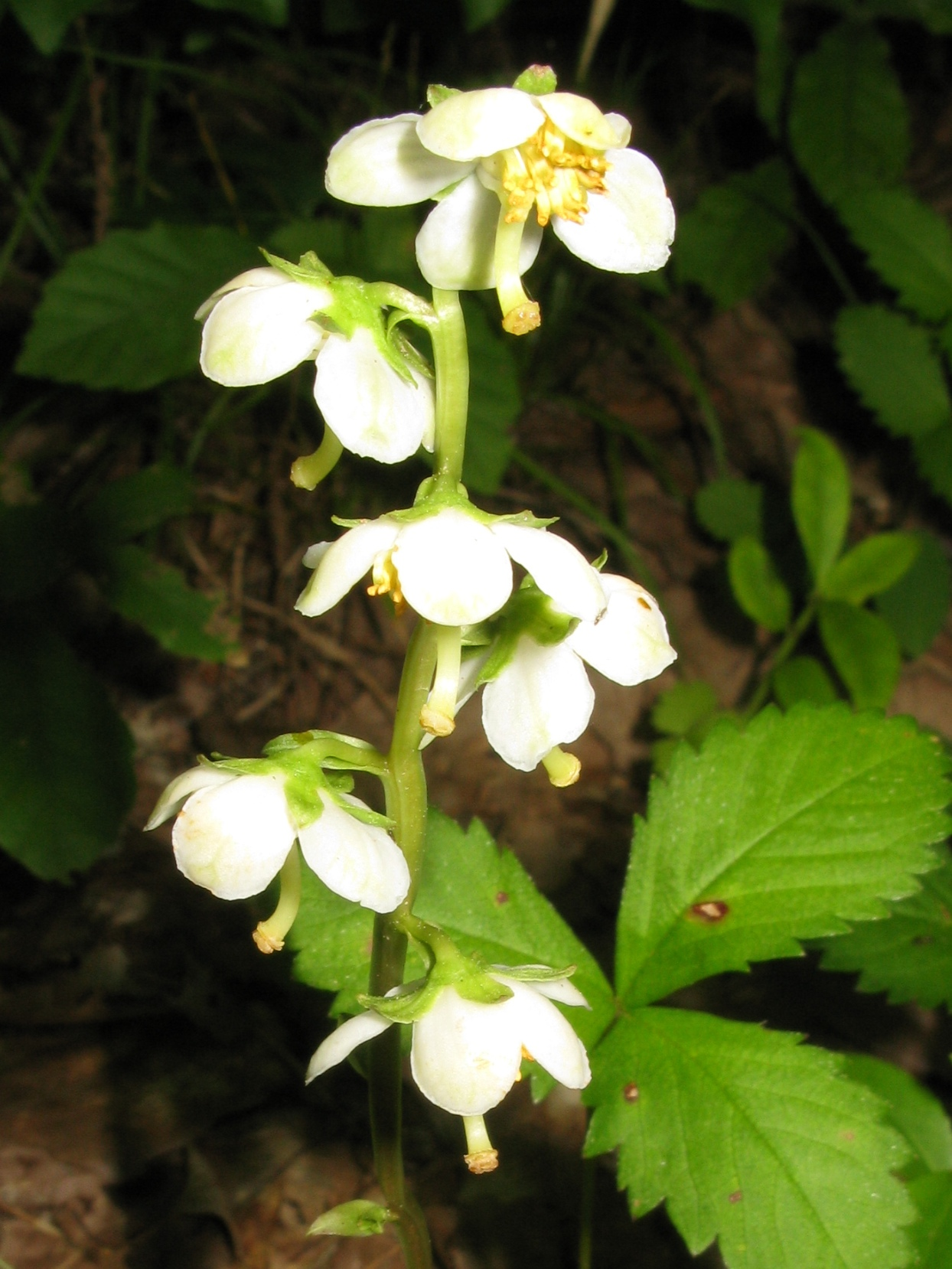
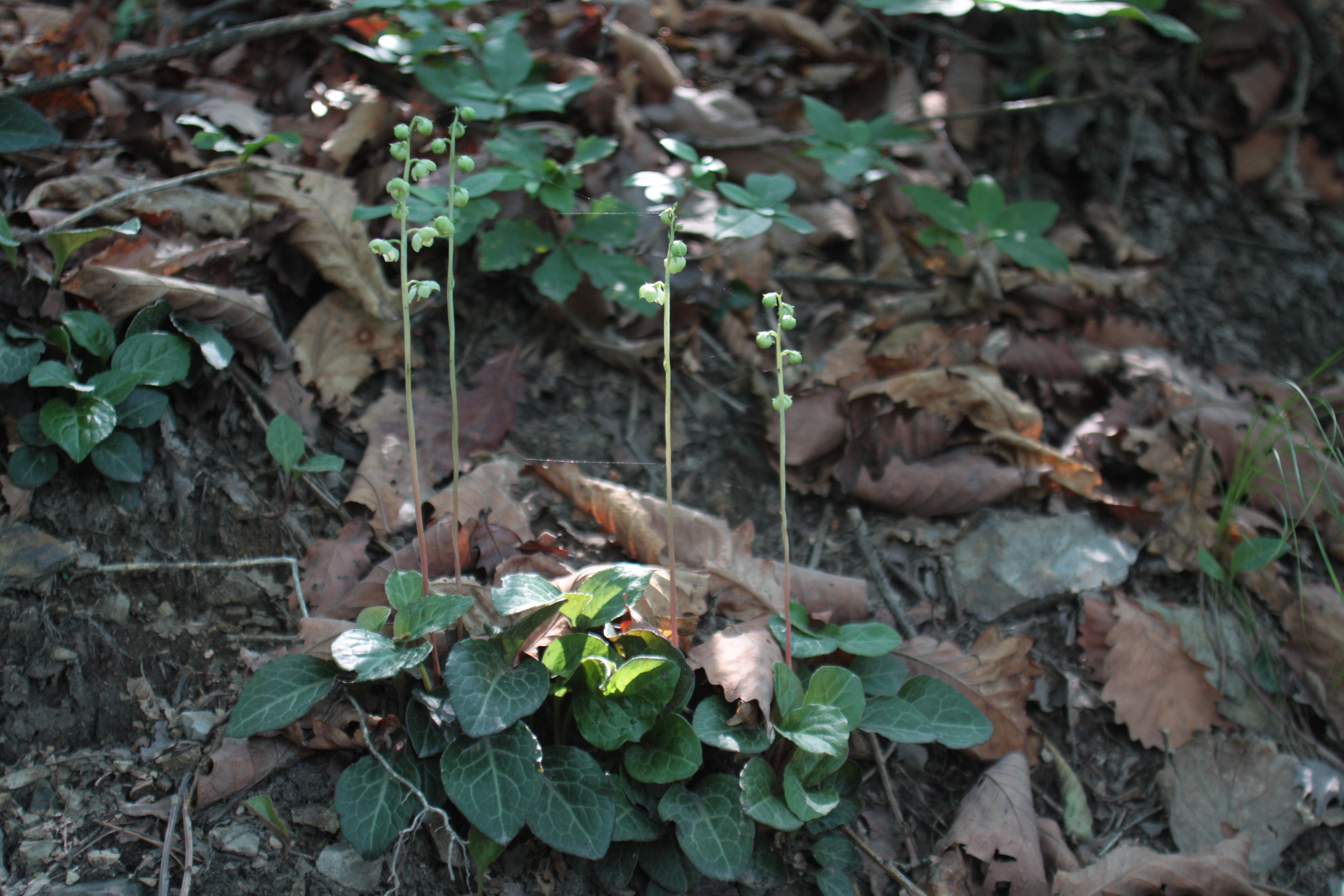
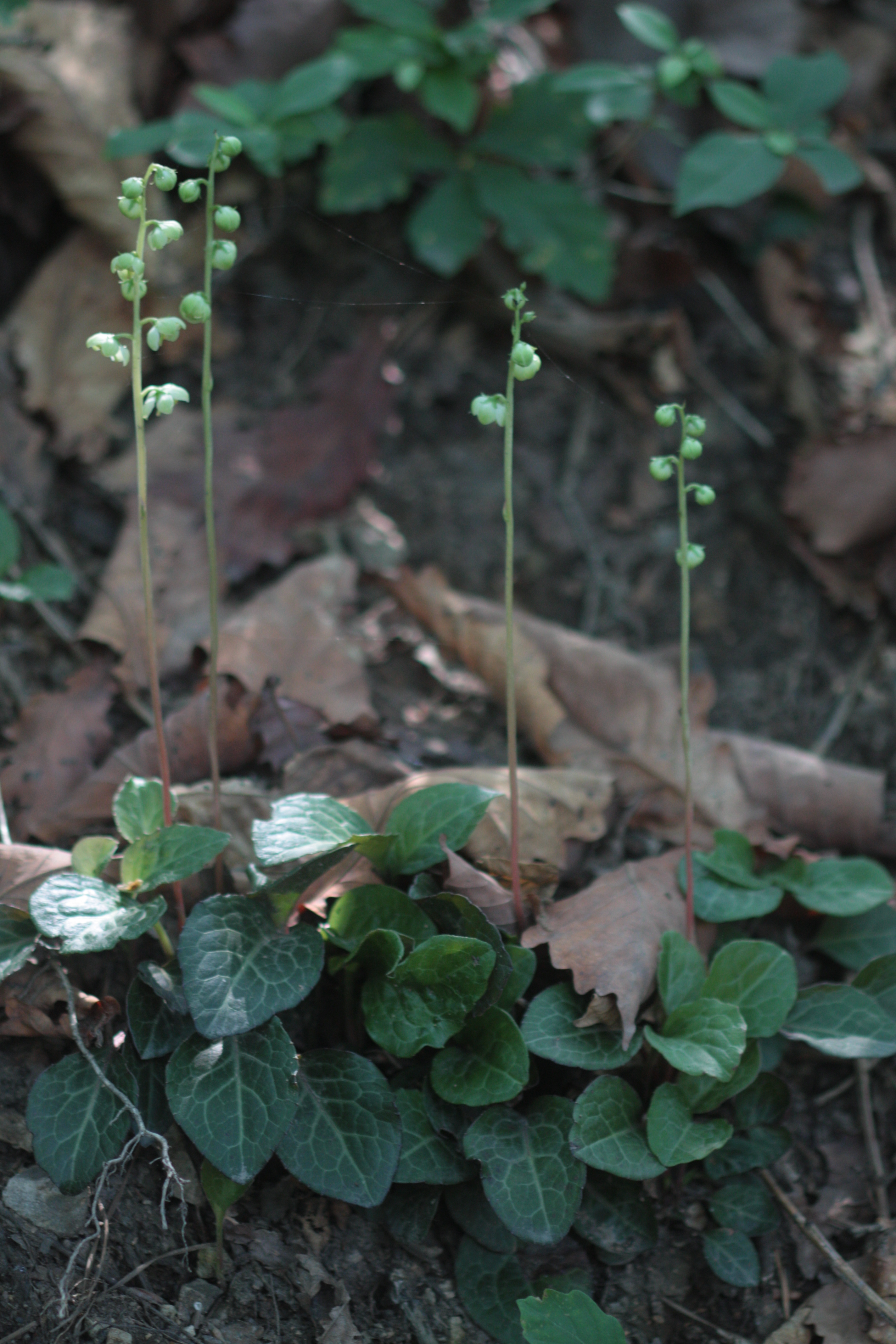